# Ana Martinez Gil
Ana Martínez Gil (Madrid, 1961) es una química española que investiga dentro del grupo de Química Médica y Biológica traslacional del Consejo Superior de Investigaciones Científicas. Premio Nacional de Investigación Juan de la Cierva 2022.

## Biografía
Licenciada en CC Químicas, especialidad en Química Orgánica en la Universidad Complutense de Madrid. Se doctoró en la misma Universidad, realizando el trabajo experimental de sus tesis doctoral en el Instituto de Química Médica del CSIC.
Es profesora de investigación del CSIC donde desarrolla su actividad de investigadora en el Centro de Investigaciones Biológicas Margarita Salas (CIB Margarita Salas). LLeva años trabajando en el diseño de nuevos fármacos, lidera el grupo de Química Médica y Biológica Traslacional que trabaja por un lado en enfermedades infecciosas como el covid o el ébola y por otro lado en enfermedades neurodegenerativas.
Fue directora de la empresa Neuropharma (posteriormente Noscira) entre 2002 y 2007, empresa perteneciente al grupo Zeltia (posteriormente PharmaMar). Allí lideró un ensayo clínico de fase II con el único fármaco hallado en todos esos años que llegó a las pruebas clínicas, el Nypta (tideglusib), un inhibidor de la enzima GSK-3, en pacientes con Alzheimer de leve a moderado, junto con otro ensayo en pacientes con parálisis supranuclear progresiva. Ambos estudios acabaron en un fracaso, obligando a Zeltia a cerrar la empresa.
Ana Martínez Gil también asesora a compañías biotecnológicas, es autora de varios centenares de artículos científicos, tiene treinta patentes y además fundó una empresa spin-off dentro del sector farmacéutico llamada Ankar Pharma junto a su compañera del CSIC Carmen Gil Ayuso-Gontan.
Ha participado en proyectos de investigación entre ellos el Inhibidores de quinasas efectivos para la esclerosis lateral amiotrófica desde 2013 hasta 2015, la Determinación de niveles de GSK-3 en células mononucleares de sangre periférica de pacientes con esclerosis lateral amiotrófica desde 2011 hasta 2012.
Además es autora de libros, en el ámbito de la colección de divulgación ¿Qué sabemos de?  destacan:
- El Alzheimer, CSIC-Los Libros de la Catarata, 2009.
- El Parkinson, CSIC-Los Libros de la Catarata, 2015.

Ana está casada y tiene siete hijos y ocho nietos.

## Premios y reconocimientos
- Premio Nacional de Investigación Juan de la Cierva (2022) por su contribución en el campo del diseño y desarrollo de fármacos para tratamientos de enfermedades neurodegenerativas e infecciosas.[3]

- Premio a la mejor invención patentada: una molécula efectiva contra la ELA en modelos animales (2022), otorgado por la Oficina Española de Patentes y Marcas (OEPM)[13][14]

- Premio Científico Anual (2018) de la Real Academia Española de Farmacia (RANF).[5]

- Premio Madrid+d (2015) a la mejor patente.[5]

- Premio Almirall-SEQT (1989) para jóvenes investigadores.

- Premio Caja Madrid (1988) a la Tesis Doctoral.
- Premio extraordinario de doctorado UCM (1988)